# Pucatrihuekeche
Los Pucatrihuekeche en la mitología Huilliche son quienes habitan en la formación de piedra junto al "Abuelito Huenteao", en la bahía de Pucatrihue; es el ejército encantado de Pucatrihue, formado por el viento, la lluvia, los truenos y las tempestades y dirigidos por Millalicán. Ellos son nombrados en una oración que realizan los Huilliches en esta bahía.
Los Pucatrihueke serían los espíritus de los guerreros muertos en combate. Las almas de estos últimos se habrían remontado hacia los cielos, quedándose entre las nubes y manifestándse como relámpagos y truenos.
- Datos: Q5809345